# جزیره (فیلم ۱۹۷۹)
جزیره (اسپانیایی: La isla‎) فیلمی محصول آرژانتین به کارگردانی الخاندرو دوریا است که در سال ۱۹۷۹ منتشر شد.